# 南京审计大学
32°02′28.47″N 118°44′47.42″E / 32.0412417°N 118.7465056°E
南京审计大学，简称南审，是一所位于中国江苏省南京市的财经类公立高等院校。学校始建于1983年，是中国审计高等教育发源地之一。
其以审计为品牌，经济学、管理学、法学、文学、理学、工学等学科相互支撑，为国家审计署、财政部、教育部、江苏省人民政府三部一省共建高校，拥有莫愁、浦口、仙林（为下属独立学院校区）三个校区。
2022年入选江苏高水平大学建设高峰计划建设高校。

## 历史

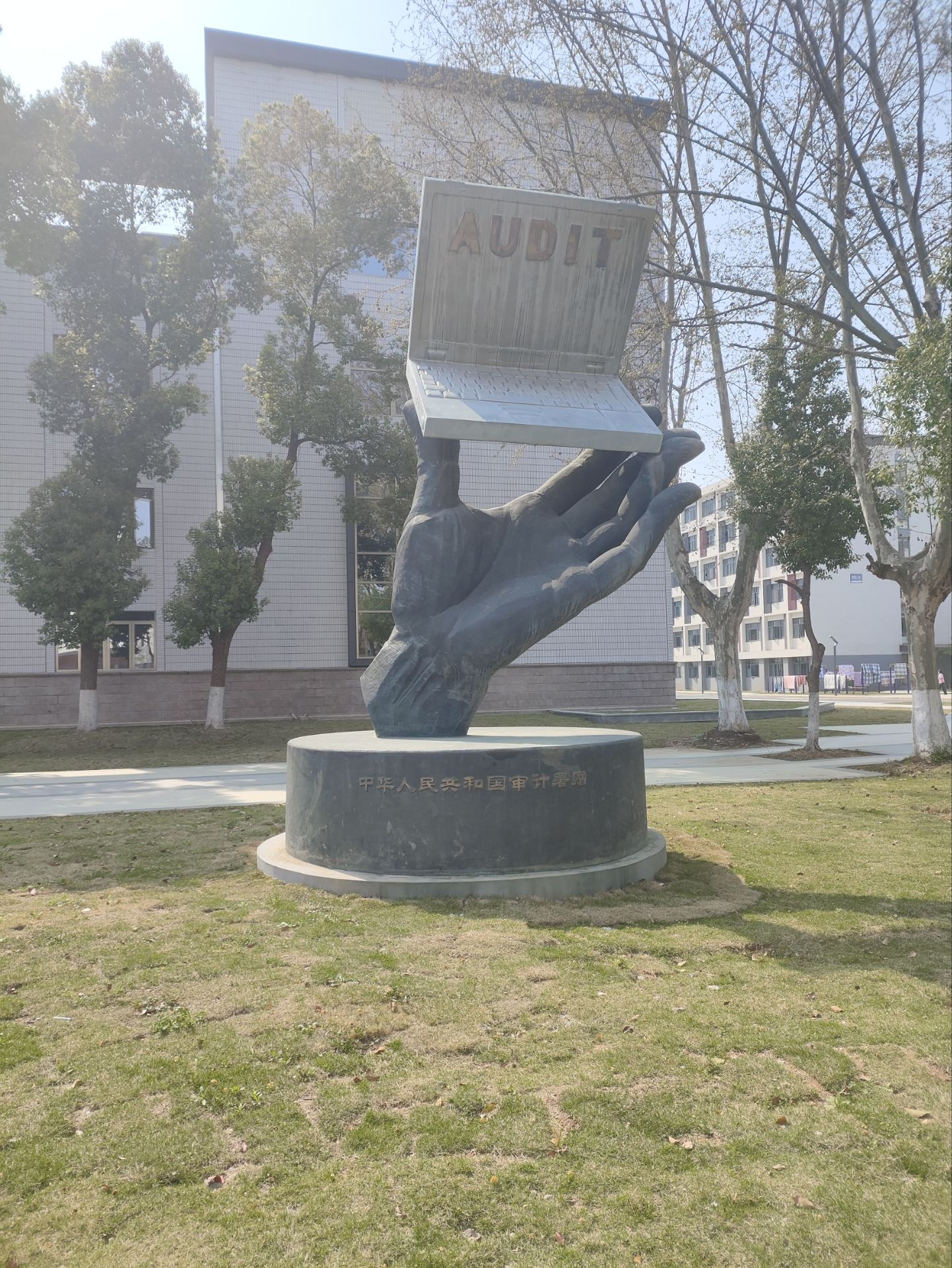
审计署赠送给南京审计大学的雕塑，现位于莫愁校区

学校前身是始建于1983年的南京财贸学院，1987年更名为南京審計學院，2015年更名为南京審計大學。
学校由国家审计署和南京市联办；1991年转制为审计署直属；1993年升格为全日制普通本科院校；1999年通过教育部本科教学工作合格评价；2000年办学体制调整为江苏省政府与国家审计署合作共建，以江苏省管理为主；2002年南京金融高等专科学校并入，组建新的南京审计学院；2009年经国务院学位委员会批准，学校被列入新增硕士学位授权立项建设单位；2011年学校被国务院学位委员会批准成为全国首批审计硕士专业学位授权单位；2011年国家审计署、财政部、教育部、江苏省人民政府共建南京审计学院。2015年11月17日，中国教育部同意南京审计学院更名为南京审计大学。2021年获批博士学位授予单位。2023年，获批博士后科研流动站。

## 校名校徽
校名由第四任中华人民共和国审计署审计长，第十一届全国政协副主席，南京审计大学名誉校长李金华撰写。
校徽运用了“审”字的手写体突出了审计学院的特色，“审”字字体的张弛稳健、四平八稳意为“诚信致公”，体现了审计的公平公正、透明严谨的办学特色，也体现了南审错落有致，端庄秀美的建筑风格。内部图形运用简单的线条勾勒出了一个“钟”的形状，意为学校秉承“求是笃学”的校训，督促学生珍惜时间、努力学习，体现了大学文化。同时寓意审计入要警钟长鸣，维护国家财政国家财产的安全和有效。“审”字的艺术处理使其外框与“南”字相似，表明“南审”之意，中英文的结合体现了学校国际化的特征。

## 校训
诚信求是，笃学致公
“诚信”——发己之诚，得人之信；
“求是”——去伪存真，探索创新；
“笃学”——敏而好学，慎思明辨；
“致公”——致力奉公，公平公正。

## 办学宗旨
特色、质量、国际化

## 概况
学校设有11个二级学院、3个教学部，以及1个二级民办学院、1个继续教育学院，拥有26个本科专业。其中，审计学、金融学、财政学为教育部特色专业建设点，财政学类、金融学类、管理科学与工程类、工商管理类、审计学为江苏省“十二五”重点专业，审计学、金融学为江苏省品牌专业，财政学、会计学、工商管理、国际经济与贸易、信息管理与信息系统为江苏省特色专业。学校现有全日制普通本科在校生近15237名。

## 院系设置
学校共有19个学院、教学部：
- 政府审计学院
- 内部审计学院
- 社会审计学院（含国富中审学院）
- 工程审计学院
- 会计学院
- 商学院（MBA教育中心合署）
- 公共管理学院
- 经济学院
- 金融学院
- 经济与金融研究院
- 法学院
- 监察学院
- 统计与数据科学学院（公共数学教学部合署）
- 计算机学院（公共计算机教学部合署）
- 文学院
- 外国语学院（大学英语教学部合署）
- 马克思主义学院
- 体育与艺术教育部
- 国际学院（含国际联合审计学院、国际文化交流学院）

## 科研机构
学校共有10个科研机构：
- 南京审计大学粤港澳大湾区审计研究院（珠海）
- 审计科学研究院
- 信息系统审计实验中心
- 审计信息工程与技术协同创新中心
- 公共工程审计重点实验室
- 金融工程研究中心
- 公共政策研究与分析中心
- 中匈学术文化研究中心
- 中国审计情报中心
- 货币研究所
- 国民经济研究所

## 合作高校[10]
（排名不分前后）
- 法國SKEMA商学院
- 科廷大学
- 西澳大学
- 匈牙利佩奇大学
- 英国伯明翰大学
- 英国贝尔法斯特女王大学
- 摩洛哥企业管理与贸易高等学院（英语：ISCAE）
- 永进专门大学（英语：Yeungjin College）
- 南非比勒陀利亚大学
- 義大利比萨大学
- 德国弗莱堡大学

## 建校轶事
根据原南京审计大学建管会办公室副主任唐鸿祥在南京审计大学报第461期校庆专刊中回忆：“学校浦口校区一期工程建设中，当地八里村部分村民因拆迁费问题，恶意堵路，阻扰施工。”其本人受到三次村民威胁。